# راسل (جورجیا)
راسل (به انگلیسی: Russell) یک منطقهٔ مسکونی در ایالات متحده آمریکا است که در شهرستان بارو، جورجیا واقع شده‌است. راسل ۳٫۱ کیلومتر مربع مساحت و ۱٬۲۰۳ نفر جمعیت دارد و ۲۹۸٫۷۱ متر بالاتر از سطح دریا واقع شده‌است.